# Greifswald International Students Festival
Greifswald International Students Festival er en begivenhed, der bliver organiseret af organisationen GrIStuF e.V., og som foregår i byen Greifswald, der ligger omkring 200 km nord for Berlin i Tyskland.
Festivalerne inkluderer forskellige aktiviteter som tematiske workshops, kulturbegivenheder, udstillinger, fester og koncerter. Temaerne er inden for politiske, kunstneriske, sociale og kulturelle emner.
GrIStuF e.V., der står for afholdelsen, er en almennyttig organisation, der blev grundlagt af frivillige for at afholde Greifswald International Students Festival. 

## Historie
Inspireret af International Student Week in Ilmenau organiserede en gruppe studerende fra Universität Greifswald den første festival i 2002.
Følgende festivaler er blevet afholdt
- 2002: Our World - Our Choice
- 2005: Touch the world
- 2006: Project U-Rope: Utopia or reality?
- 2008: Mind a change?
- 2010: Response-Ability
- 2012: FACE to FACE - paving the way for a non-violent society
- 2014: Lost in Consumption - Rethinking Economy
- 2016: Sea: The Future - Discovering the Ocean Current
- 2018: Beyond Borders - Where Are Your Limits?